# Temporalna baza danych
Temporalna baza danych (ang. TDBMS) – baza danych posiadająca informację o czasie wprowadzenia lub czasie ważności zawartych w niej danych. Temporalne bazy danych są często administrowane automatycznie, poprzez usuwanie nieaktualnych danych lub ich archiwizowanie.
Bazy temporalne są rozwiązaniem dodającym informację o czasie na poziomie systemu zarządzania bazą danych, ale istnieją także metody dodawania danych temporalnych do istniejących baz danych np. relacyjnych. Technologia baz temporalnych oraz badania z nią związane umożliwiły powstanie hurtowni danych.

## Modele przechowywania danych temporalnych
- nietemporlany – nie uwzględnia żadnego wymiaru czasu,
- unitemporalny – jednoczasowy, używany jest wymiar czasu transakcyjnego lub czasu rzeczywistego,
- bitemporalny – dwuczasowy, najczęściej używane są wymiary czasu transakcyjnego i rzeczywistego,
- multitemporalny – wieloczasowy, w przypadku modelu tritemporalnego używane są wymiary czasu transakcyjnego, czasu rzeczywistego oraz czasu decyzji[4].